# Линейни кораби тип „H“
Линейни кораби тип „H“ (също H-39) (на немски: H-Klasse) са нереализиран тип германски линеен кораб от времето на Втората световна война. Амбициозната германска корабостроителна програма от 1939 г., известна също като План Z, предвижда строителство според този проект на шест линейни кораба. Корпусите на линейните кораби са с азбучната номерация H, J, K, L, M, N. Германската промишленост успява до началото на войната да заложи двата първи корпуса, останалите кораби не са залагани. През октомври 1939 г. строителството на заложените кораби е спряно.

## Въоръжение
Главният калибър на линкорите трябва да са осем 406-мм оръдия SK C/34 в четири сдвоени куполни установки. Противоминният калибър са 12 150-мм/55 оръдия C28 (в шест сдвоени установки). Зенитното въоръжение е от 16 (8×2) 105-мм/65 оръдия C33, 16 (8×2) 37-мм/83 оръдия C33 и 24 (6×4) 20-мм/66. Авиационното въоръжение се състои от шест хидросамолета Arado 196.